# Kitseküla

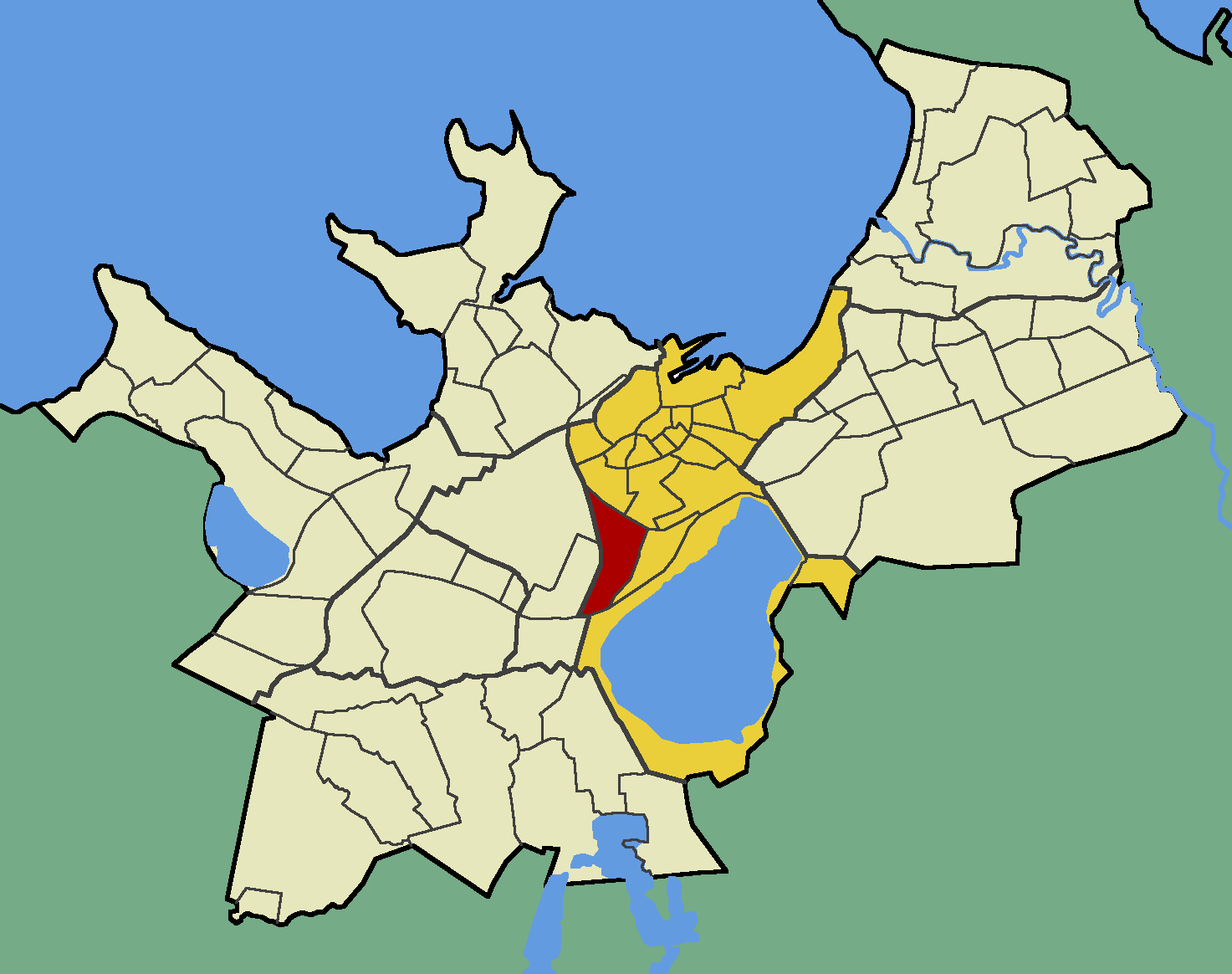
Der Bezirk Kitseküla (rot) im Tallinner Stadtteil Kesklinn (gelb)

Kitseküla (zu Deutsch „Ziegendorf“) ist ein Bezirk (estnisch asum) der estnischen Hauptstadt Tallinn. Er liegt im Stadtteil Kesklinn („Innenstadt“).

## Beschreibung und Geschichte
Kitseküla hat 3.368 Einwohner (Stand 1. Mai 2010).
Seit dem 16. Jahrhundert steht hier der Denkstein für Blasius Hochgrewe.
Der Bezirk liegt zwischen den beiden wichtigen Bahnstrecken Tallinn-Paldiski (eröffnet 1870) und Tallinn-Viljandi (eröffnet 1900). Bis 1971 war der Bahnhof Tallinn-Väike (historischer deutscher Name Reval-Kleinbahnhof, historischer russischer Name Ревел-Главное) für Schmalspurbahnen in Betrieb.
Der Stadtbezirk entstand um die Wende vom 19. zum 20. Jahrhundert als Arbeitervorstadt. Der Großteil der Wohnbauten wurde von 1900 bis 1913 und 1928 bis 1939 errichtet. Ende der 1950er Jahre errichteten die sowjetischen Stadtplaner zusätzlich einige Gebäude im Stil des stalinistischen Klassizismus. Nach Wiedererlangung der estnischen Unabhängigkeit entstanden in Kitseküla seit den 1990er Jahren moderne Büro- und Geschäftshochhäuser.
In Kitseküla befindet sich das internationale Fußballstadion Tallinns, die A. Le Coq Arena. Sie ist zugleich das Heimatstadion des estnischen Erstligisten FC Flora Tallinn.

## Bilder

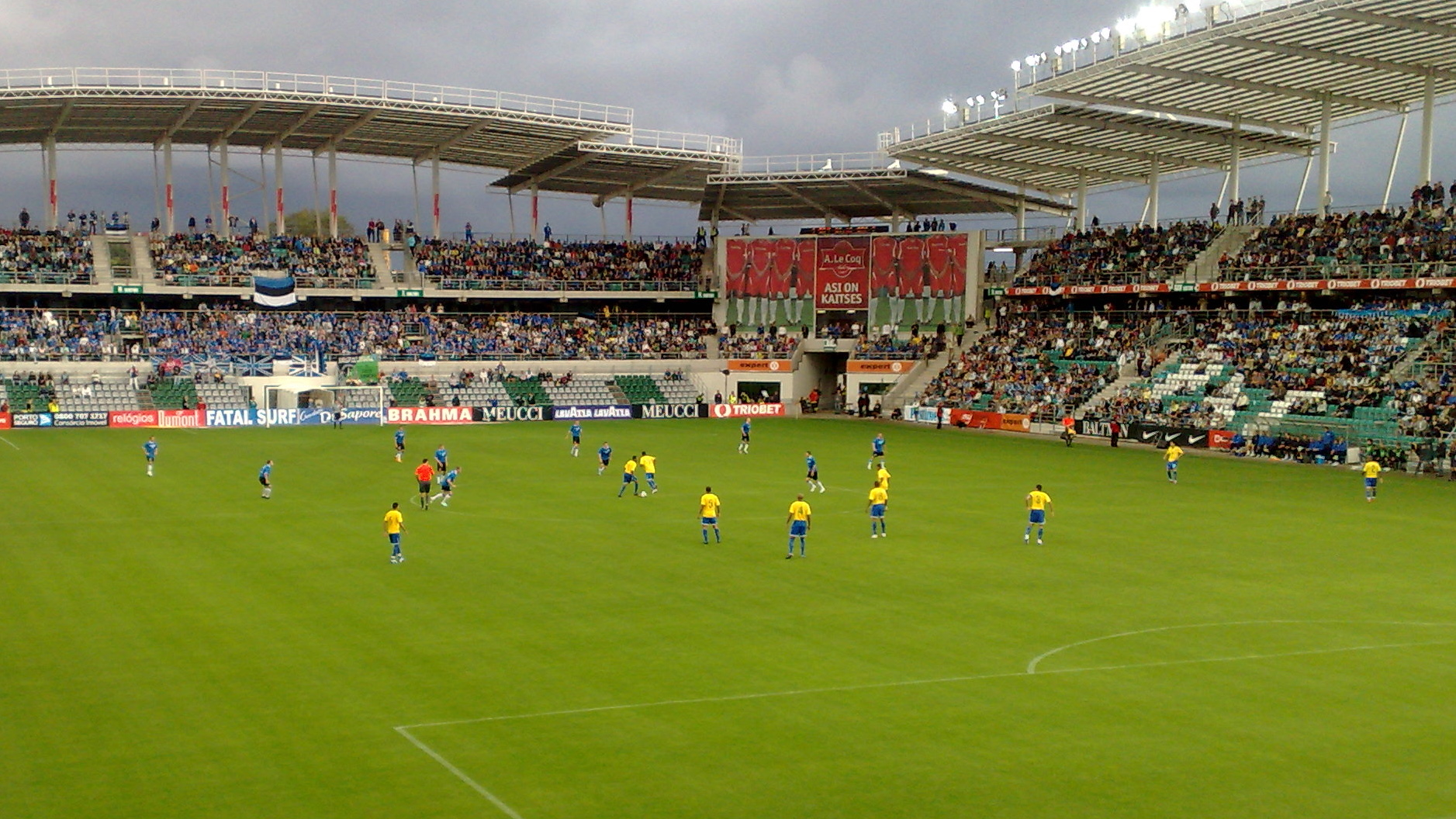
Fußballstadion A. Le Coq Arena
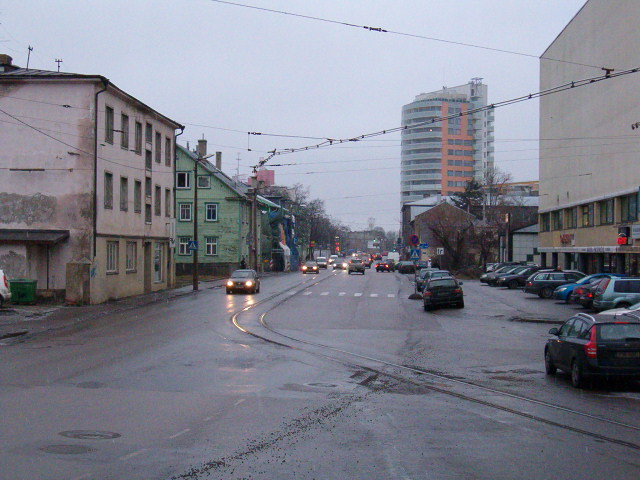
Blick auf die Tondi-Straße
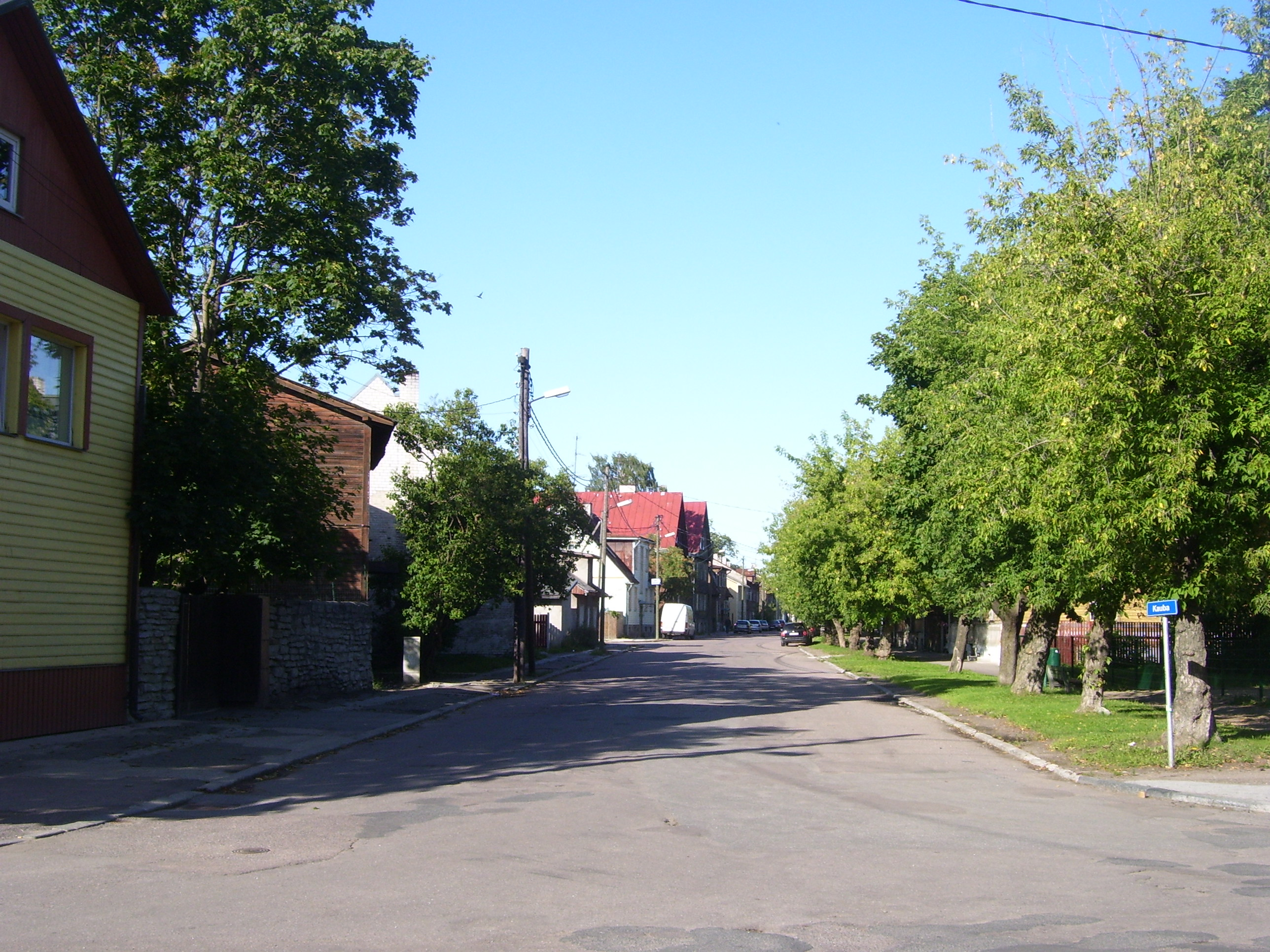
Traditionelle Wohnhäuser
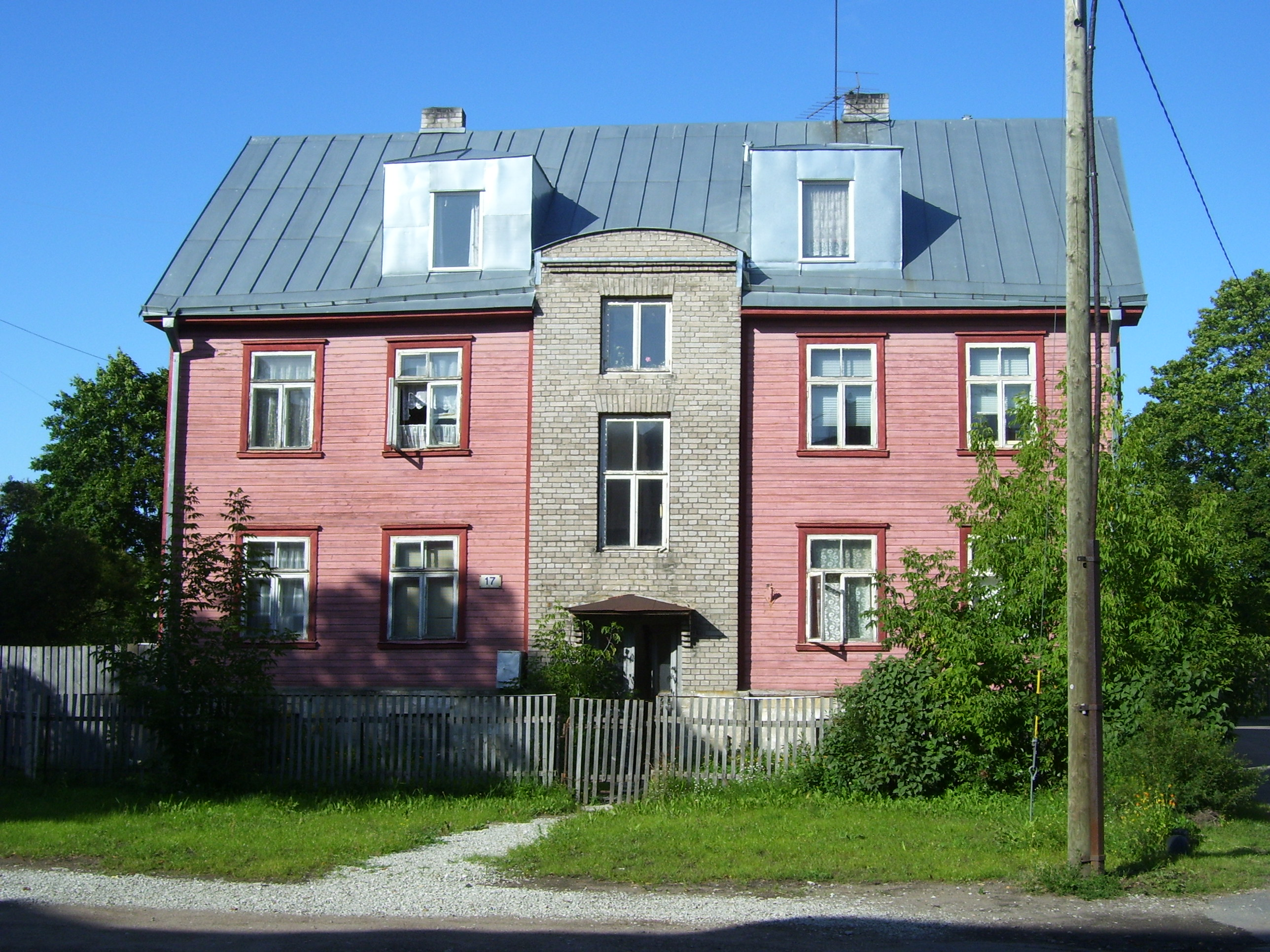
Typisches Wohnhaus
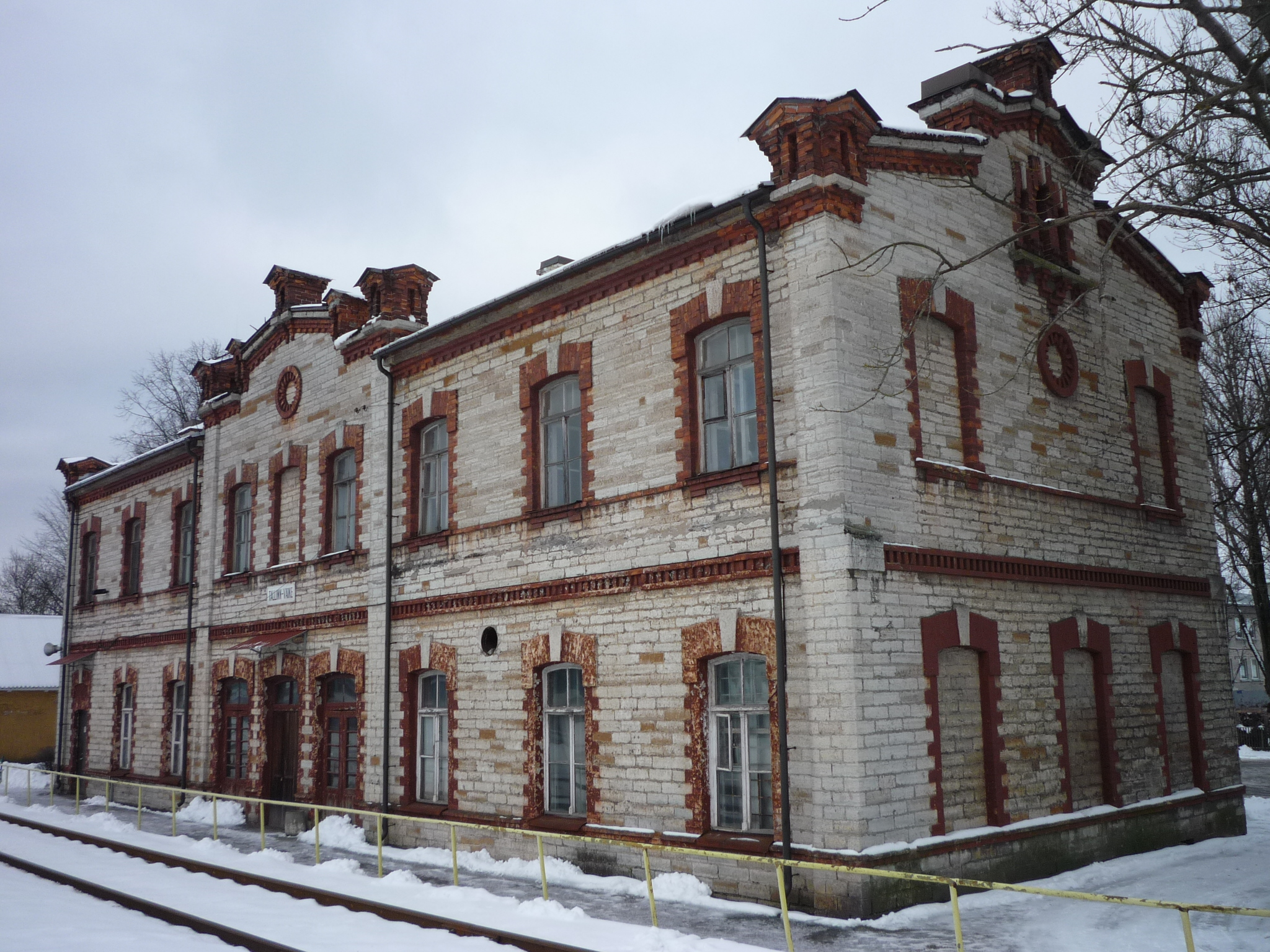
Der historische Bahnhof Tallinn-Väike
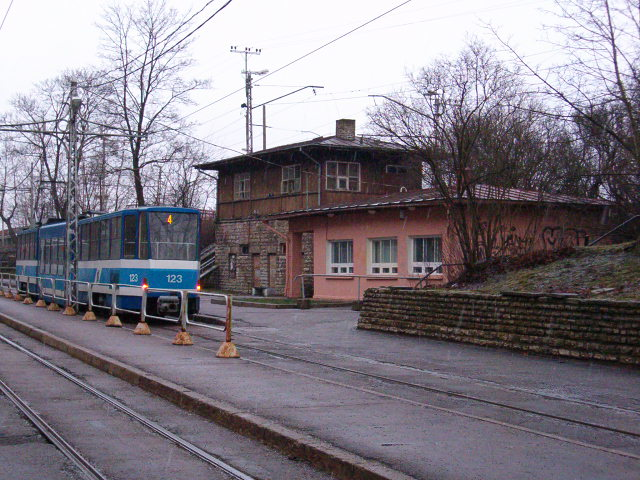
Bahnhof und Straßenbahnhalt Tondi